# Lourdes Van-Dúnem
Maria de Lourdes Pereira dos Santos Van-Dúnem, née le 29 avril 1935, morte le 4 janvier 2006, était une chanteuse angolaise. Généralement appelée Lourdes Van-Dúnem, elle est née à Luanda, et est devenue célèbre dans les années 1960 avec le groupe Ngola Ritmos. Elle enregistre son premier album, Monami, avec ce groupe. Après son premier album, l'essentiel de sa carrière a été effectué avec le groupe Jovens ne Prenda.

## Biographie
Lourdes Van-Dúnem est née à Luanda en Angola, le 29 avril 1935. Son plus haut niveau scolaire est le secondaire. Elle commence une activité de chanteuse pendant sa scolarité. Elle est chanteuse dans les clubs en début de carrière et l'une des rares artistes reconnues dans le pays au cours d'une des années 1960, quand le monde musical en Angola est dominé par les chanteurs.
Dans ces années 1960, elle rejoint Ngola Ritmos, un groupe avec Liceu Vieira Dias, Jose de Fontes Pereira, Amadeu Amorim et Belita Palma, qui vont tous devenir des légendes de la musique angolaise et des partisans du mouvement indépendantiste et anticolonial. Elle enregistre son premier album Monami. Au cours de cette période, elle voyage en Angola et au Portugal pour ses spectacles. 
Elle rejoint le groupe Jovens do Prenda dans les années 1970. Au cours de cette période, elle joue dans différents pays comme l'Afrique du Sud, le Portugal, le Brésil, l'Algérie, la France, l'Espagne et le Zimbabwe. Au cours des années 1980, elle est Secrétaire d'État à la Culture. En 1996, elle enregistre le CD Womanhood au Portugal. Toujours en 1996, elle participe au projet So Why du comité international de la Croix-Rouge (CICR), avec d'autres artistes en Afrique. Ce projet aboutit à un album avec six chanteurs, un documentaire et un livre intitulé Woza Afrique. Les bénéfices vont aux victimes de la guerre en Afrique. La préface du livre est écrite par Nelson Mandela et la campagne soutient notamment les victimes de la guerre civile angolaise au cours de l'année 1997.

## Reconnaissance
Le 29 mars 1991, elle reçoit le titre de Female Voice oldest of Angola à l'hôtel Turismo. Elle reçoit un diplôme d'honneur lors de l'« homage to the pillars of the Angolan music », en juin 1993. Le 3 septembre 1997, elle reçoit également "the Most Powerful of the Angolan Music." pendant le festival Sun City en Afrique du Sud. Le 31 décembre 1997, elle se voit attribuer le titre de la "Meilleure voix féminine musicale de l'Angola" en 1997, par la radio nationale d'Angola.
Elle meurt de la fièvre typhoïde, le 4 janvier 2006. Le Président de l'Angola, José Eduardo dos Santos, assiste à ses funérailles,.